# دانيال د. ويتني
دانيال د. ويتني (بالإنجليزية: Daniel D. Whitney)‏ هو سياسي أمريكي، ولد في 1818 في أويستر باي في الولايات المتحدة، وتوفي في 10 نوفمبر 1914 في بروكلين في الولايات المتحدة. حزبياً، نشط في الحزب الديمقراطي.